# Catalogue des navires d'Althiburos
Le Catalogue des navires d'Althiburos appelé aussi Catalogue de bateaux gréco-romains est une mosaïque romaine découverte à Althiburos. Elle est conservée au musée national du Bardo.
Selon Mohamed Yacoub c'est « le document le plus précieux pour l'étude de la batellerie à l'époque gréco-romaine ».

## Histoire et localisation
La mosaïque a été découverte sur le site d'Henchir Medeïna, antique Althiburus ou Althiburos, ville ancienne occupant un site stratégique et commercial très favorisé dans un passage permettant l'accès à deux terroirs céréaliers fertiles, sur la voie romaine Carthage-Théveste. La ville est située à 45 km au sud-ouest du Kef, antique Sicca Veneria.
La mosaïque a été découverte à l'est de la ville antique.

### Histoire antique
Le site, dont l'histoire est mal connue, est occupé dès la plus haute antiquité. Marc Aurèle élève la cité au rang de municipe, qui ouvre une ère de prospérité qui dure jusqu'au milieu du IIIe siècle. L'édifice contenant l'œuvre est daté par Gauckler du milieu ou de la fin du IIe siècle.
La mosaïque est datée du IVe siècle selon Ben Abed, ou selon Yacoub de la fin du IIIe siècle-début du IVe siècle et provient de l'atrium d'une villa, du « palier d'entrée au péristyle » ou d'un édifice indéfini appelé édifice des Asclepieia. Le nom de l'édifice provient d'une inscription grecque. Le péristyle est conservé en partie ainsi qu'un jardin. L'édifice, muni de mosaïques, possède des thermes privés et est occupé du IIIe siècle au IVe siècle.

### Redécouverte
A l'écart des voies de circulation et dans un secteur souffrant d'une « mauvaise réputation », les ruines sont décrites mais peu étudiées. La mosaïque est découverte en 1895, au début de l'année, du fait de sondages menés par un détachement de militaires qui doivent quitter le site avant le dégagement complet. La fouille reprend en 1896 dirigée par Pradère et doit s'arrêter faute de moyens. Les fouilleurs identifient cependant un habitat et des bains.
La mosaïque est exposée sur le sol dans la salle baptisée salle d'Althiburos, ancien salon de musique du palais du Bardo, et qui possède une forme oblongue.

## Description
Tous les éléments de la mosaïque possédaient une unité de style selon Gauckler.

### Description des sujets figurés
Contrairement à d'autres pavements, la mosaïque ne comporte pas de représentations d'édifices portuaires. Le pavement représente une mer poissonneuse et différents types de navires qui sont nommés en grec ou en latin. La mosaïque contient le nom de 25 navires dont 22 sont nommés et de grande taille, de 0,70 m à 1,10 m.
Certains bateaux possèdent des détails : un des navires contient des chevaux, l'autre des amphores, un autre encore des filets de pêche. Sur l’œuvre manquent 6 à 8 navires, et 6 sont incomplets. Les navires sont dans tous les sens. Les types de navires sont pluriels : les noms des bateaux génériques sont connus pour des navires utilisés au IIe siècle, sont nommés aussi des vaisseaux de haute mer, des barques fluviales et bateaux de pêche. Les types de bateaux décrits sont anciens.
| Types de navires                      | exemples de navires | illustration |
| ------------------------------------- | ------------------- | ------------ |
| vaisseaux à voiles rondes             |                     |              |
| bateaux effilés                       | galère              |              |
| transports huile, vin                 |                     |              |
| navires de transport                  | hippèges            |              |
| navires de guerre à voiles ou à rames |                     |              |
| canots et barques de pêche            |                     |              |

Des citations de poètes (Plaute, Cicéron, Lucilius, Ennius) accompagnent le nom des bateaux,. Ces poètes n'étaient plus guère lus à l'époque de l'élaboration de la mosaïque. Un dieu Fleuve et un dieu Océan sont situés sur chacun des deux côtés, symbolisant l'eau. L'Océan est représenté de façon classique, alors que le Fleuve est couché au milieu de plantes.

### Limites
Selon Duval l'auteur de la mosaïque use de conventions qui compliquent parfois l'interprétation des éléments représentés, et les proportions et perspectives la faussent. La représentation des sujets est imprécise, le dessin est naïf, et par ailleurs il manque des accessoires : le gouvernail est ainsi peu représenté.

## Interprétation
La mosaïque témoigne de « l'intérêt du propriétaire pour les bateaux et la littérature » et est un document essentiel pour la connaissance de la marine antique.
Gauckler se hasarde à identifier le propriétaire comme étant un « négociant en céréales venu de Rome ». Il était sans doute cultivé et selon Yacoub propriétaire de chevaux ou commerçant.
L'hippège qui présente des chevaux qui sont nommés est un indice de l'élevage de chevaux de course africains, comme ceux de la maison de Sorothus à Hadrumète (qui contenait la Mosaïque du triomphe de Neptune de la maison de Sorothus), et qui étaient envoyés à Rome. Les navires représentés sont de types anciens et l'artiste a utilisé sans doute un catalogue répandu, tout en actualisant la façon de les figurer « par des détails appropriés ». La comparaison  avec d'autres mosaïques permet d'identifier certaines des représentations, en particulier les navires de pêche.
Les citations littéraires sont destinées à apporter le prestige de « préoccupations d'ordre culturel » à l'ensemble, au-delà des préoccupations mercantiles liées à l'élément marin.

#### Ouvrages généraux
- Aïcha Ben Abed-Ben Khedher, Le musée du Bardo : une visite guidée, Tunis, Cérès, 1992, 76 p. (ISBN 978-9973-700-83-4).
- M'hamed Hassine Fantar, Samir Ouanallah et Abdelaziz Daoulatli, Le Bardo, la grande histoire de la Tunisie : musée, sites et monuments, Tunis, Alif, 2015 (ISBN 978-9938-9581-1-9).
  - Nabil Kallala, « Althiburos el Médéina ville numido-romaine », dans Le Bardo, la grande histoire de la Tunisie, Tunis, Alif, 2015 (ISBN 9789938958119).
- Samir Guizani, Mohamed Ghodhbane et Xavier Delestre, La Tunisie antique et islamique, Tunis/Paris, Nirvana/Errance, 2013, 319 p. (ISBN 978-2-87772-541-5).
- Hédi Slim, Ammar Mahjoubi, Khaled Belkhodja et Abdelmajid Ennabli, Histoire générale de la Tunisie, vol. I : L'Antiquité, Paris, Maisonneuve et Larose, 2003 (ISBN 978-2-7068-1695-6).
- Hédi Slim et Nicolas Fauqué, La Tunisie antique : de Hannibal à saint Augustin, Paris, Mengès, 2001, 259 p. (ISBN 978-2-85620-421-4).
- Mohamed Yacoub, Le Musée du Bardo : départements antiques, Tunis, Agence nationale du patrimoine, 1993, 294 p. (ISBN 978-9973-917-12-6).
- Mohamed Yacoub, Splendeurs des mosaïques de Tunisie, Tunis, Agence nationale du patrimoine, 1995, 421 p. (ISBN 9973-917-23-5).
- Paul Gauckler, Inventaire des mosaïques de la Gaule et de l'Afrique, II : Afrique Proconsulaire (Tunisie), Paris, 1910.

#### Travaux sur la mosaïque
- Paul-Marie Duval, « La forme des navires romains, d'après la mosaïque d'Althiburus », Monuments et mémoires de la Fondation Eugène Piot, vol. 61,‎ 1949, p. 119-149 (lire en ligne, consulté le 5 avril 2020).
- Paul Gauckler, « Un catalogue figuré de la batellerie gréco-romaine. La mosaïque d'Althiburus », Monuments et mémoires de la Fondation Eugène Piot, vol. 12-1,‎ 1905, p. 113-154 (lire en ligne, consulté le 5 avril 2020).